# Збруева, Анна Васильевна
Анна Васильевна Збруева (1894—1965) — советская учёная-археолог, доктор исторических наук (1953), автор более 50 опубликованных работ.

## Биография
Родилась 25 июня (7 июля) 1894 года в Москве.
Окончив в шестнадцать лет гимназию, стала народной учительницей сначала в Московской области, затем в Москве. После Октябрьской революции продолжила своё образование — в 1922 году поступила в Московский государственный университет на отделение археологии и искусствознания факультета общественных наук. Ученица Б. С. Жукова. По окончании в 1925 году университета, в числе первых советских археологов Збруева начала свою научную музейную деятельность внештатным сотрудником Государственного исторического музея. Позднее работала научным сотрудником Музея народоведения и Музея антропологии Московского университета. В 1928 году на территории Нижегородской области (Навашинский район) совместно с Алиховой А. Е. проводила раскопки Мало-Окуловского курганного могильника поздняковской культуры эпохи бронзы.
В 1936 году перешла в Московское отделение Государственной Академии истории материальной культуры (ГАИМК, позднее — Институт археологии АН СССР), где прошла вся её последующая научная работа до ухода на пенсию в 1962 году.
Первоначально изучала первобытные места Севера СССР. Вместе c А. Я. Брюсовым и А. П. Смирновым находилась в экспедициях в Коми АССР, Архангельской и Костромской областях. В результате этих работ ею были опубликованы статьи о древних памятниках, оставленных северными племенами. В 1932—1934 годах работала в составе археологической экспедиции ГАИМК на строительстве канала им. Москвы и при прокладке первой очереди Московского метрополитена. В 1936 году участвовала в работах Крымской палеоантропологической экспедиции МГУ. В 1933—1937 годах руководила отрядом Камской экспедиции на раскопках Галкинского городища и Конецгорского селища около Перми, провела разведку на реках Чусовой, Туе и Гаревой. В 1938—1940 годах Збруева участвовала в раскопках комплекса памятников близ Елабуги. В 1941 году А. В. Збруева защитила кандидатскую диссертацию на тему «Поселения ананьинской культуры».
Во время Великой Отечественной войны А. В. Збруева продолжала работать в эвакуации. После войны руководила 2-м отрядом Куйбышевской экспедиции, провела полевые работы в зоне затопления при строительстве Куйбышевской гидроэлектростанции. Затем, занимаясь вопросом происхождения ананьинских племен, изучала памятники эпохи поздней бронзы на территории Северо-Западной Башкирии. На протяжении нескольких лет руководила экспедицией Института археологии и Башкирского филиала Академии наук СССР, во время которых ею были исследованы — стоянка имени М. И. Касьянова культуры курмантау, могильник Метев-Тамак культуры баланбаш, Новобаскаковские курганы и Метевтамакская, Новобаскаковская, Старотукмаклинская стоянки срубной культуры. Збруевой были открыты стоянки Ахметово I и II в 60 км к северо-западу от Уфы, относящиеся к концу II-го тысячелетия до н. э. В 1953 году за работу «История населения Прикамья в ананьинскую эпоху» получила степень доктора исторических наук.
Скончалась после продолжительной болезни 6 сентября 1965 года в Москве.

## Награды
- орден Трудового Красного Знамени (27.03.1954)
- медалью «За доблестный труд в Великой Отечественной войне»

## Основные публикации
- Стоянка на реке Чукче близ селения Красной Горы // Сборник. — М.: Московская секция ГАИМК, 1928. — Т. I: К десятилетию Октября. — С. 43—48.
- Der Wohnplatz von Lipki im Gouv. Vladimir (нем.) // Eurasia Septentrionalis Antiqua. — Helsinki, 1929. — Nid. IV. — S. 102—115.
- Селище Отарка // Советская этнография. — 1934. — № 5. — С. 72—77.
- Пижемское городище // Из истории родового общества на территории СССР. — М.—Л.: ОГИЗ; Соцэкгиз, 1934. — С. 265—297.
- К вопросу о происхождении ананьинской культуры // Антропологический журнал. — 1936. — № 4. — С. 414—427.
- Ананьинский могильник // Советская археология. — М.—Л.: Изд-во АН СССР, 1937. — Т. II. — С. 95—111.
- К вопросу о появлении домашних животных в Прикамье // Советская археология. — М.—Л.: Изд-во АН СССР, 1937. — Т. III. — С. 33—54.
- Збруева А., Смирнов А. Археологические исследования на строительстве Куйбышевского гидроузла (1938—1939 гг.) // Вестник древней истории. — 1939. — № 4 (9). — С. 192—200.
- К вопросу о климатических изменениях около начала I тысячелетия до нашей эры // Бюллетень комиссии по изучению четвертичного периода. — М.—Л.: Изд-во АН СССР, 1940. — Вып. 6—7. — С. 73—75.
- Коллективное жилище в Прикамье // Вестник древней истории. — 1940. — № 2 (11). — С. 200—204.
- Происхождение ананьинской культуры // Краткие сообщения Института истории материальной культуры. — М.—Л.: Изд-во АН СССР, 1941. — Вып. IX. — С. 37—42.
- Из работ Куйбышевской экспедиции // Краткие сообщения Института истории материальной культуры. — М.—Л.: Изд-во АН СССР, 1941. — Вып. X. — С. 108—111.
- Древние культурные связи Средней Азии и Приуралья // Вестник древней истории. — 1946. — № 3 (17). — С. 182—190.
- Идеология населения Прикамья в ананьинскую эпоху // Труды Института этнографии имени Н. Н. Миклухо-Маклая. — Новая серия. — М.—Л.: Изд-во АН СССР, 1947. — Т. I. — С. 25—54.
- Городище Грохань // Краткие сообщения Института истории материальной культуры. — М.—Л.: Изд-во АН СССР, 1947. — Вып. XVI. — С. 52—64.
- Луговский могильник // Труды Института этнографии имени Н. Н. Миклухо-Маклая. — Новая серия. — М.—Л.: Изд-во АН СССР, 1947. — Т. II. — С. 257—281.
- Мало-Окуловские курганы // Советская археология. — М.—Л.: Изд-во АН СССР, 1947. — Т. IX. — С. 199—212.
- Памятники эпохи бронзы в Западном Приуралье и ананьинская культура // Первое Уральское археологическое совещание. — Молотов: Молотовский гос. ун-т им. А. М. Горького, 1948. — С. 27—31.
- Луговская стоянка и могильник // Первое Уральское археологическое совещание. — Молотов: Молотовский гос. ун-т им. А. М. Горького, 1948. — С. 47—48.
- Камская экспедиция в 1946 г. // Краткие сообщения Института истории материальной культуры. — М.—Л.: Изд-во АН СССР, 1948. — Вып. XX. — С. 50—57.
- Маклашеевские могильники // Краткие сообщения Института истории материальной культуры. — М.—Л.: Изд-во АН СССР, 1948. — Вып. XXIII. — С. 22—30.
- Камская экспедиция // Краткие сообщения Института истории материальной культуры. — М.—Л.: Изд-во АН СССР, 1949. — Вып. XXVI. — С. 40—44.
- Пермский всадник // Вестник древней истории. — 1950. — № 1 (31). — С. 205—211.
- Воеводский М. В., Збруева А. В. Мало-Окуловская неолитическая стоянка // Краткие сообщения Института истории материальной культуры. — М.—Л.: Изд-во АН СССР, 1950. — Вып. XXXI. — С. 120—129.
- Памятники поздней бронзы в Прикамье // Краткие сообщения Института истории материальной культуры. — М.—Л.: Изд-во АН СССР, 1950. — Вып. XXXII. — С. 70—84.
- История населения Прикамья в ананьинскую эпоху. — М.: Изд-во АН СССР, 1952. — 326 с. — (Материалы и исследования по археологии СССР. — № 30).
- Котловское городище // Краткие сообщения Института истории материальной культуры. — М.: Изд-во АН СССР, 1953. — Вып. XLIX. — С. 117—123.
- Гулькинский могильник // Труды Куйбышевской археологической экспедиции. — М.: Изд-во АН СССР, 1954. — Т. I. — С. 247—258.
- Население берегов Камы в далёком прошлом // По следам древних культур. От Волги до Тихого океана. — М.: Госкультпросветиздат, 1954. — С. 95—130.
- Культура поздней бронзы в Прикамье в связи с вопросом о сложении ананьинской культуры // Советская археология. — 1957. — № 2. — С. 26—46.
- Могильник Метев-Томак // Краткие сообщения Института истории материальной культуры. — М.: Изд-во АН СССР, 1958. — Вып. 72. — С. 28—36.
- Памятники эпохи поздней бронзы в Приказанском Поволжье и Нижнем Прикамье // Труды Куйбышевской археологической экспедиции. — М.: Изд-во АН СССР, 1960. — Т. III. — С. 10—95.
- Затонское селище // Археология и этнография Башкирии. — Уфа: БФАН СССР, 1962. — Т. I. — С. 59—61.[5]